# Ricardo Alexandre dos Santos
Ricardinho pseudònim de Ricardo Alexandre dos Santos (Passos, Brasil, 24 de juny de 1976) és un futbolista retirat brasiler que disputà tres partits amb la selecció del Brasil.